# منطقة وصاية تيمانغونغ
منطقة وصاية تيمانغونغ (بالإندونيسية: Kabupaten Temanggung)‏ هي منطقة وصاية تقع في مقاطعة جاوة الوسطى بإندونيسيا. عاصمتها هي Temanggung ‏. تشتهر باللونغان، وهي فاكهة حلوة صغيرة يتم حصادها في يناير وفبراير.

## أعلام
- دادويج دجاجاكوسوما
- محمد يونس